# Flickering Flame - The Solo Years, Volume One
Flickering Flame - The Solo Years, Volume One è un album raccolta dell'ex bassista dei Pink Floyd Roger Waters pubblicata nel 2002.
Il disco contiene 12 canzoni del bassista pubblicate durante la sua carriera solista.
Questo disco non fu mai pubblicato negli Stati Uniti fino al 2011 anno in cui venne pubblicato il cofanetto The Roger Waters Collection.

## Tracce
1. Knockin' on Heaven's Door (cover di Bob Dylan)
2. Too Much Rope
3. The Tide Is Turning
4. Perfect Sense (Parte I e II) (Live)
5. Three Wishes
6. 5:06 AM (Every Strangers Eyes)
7. Who Needs Information
8. Each Small Candle (Live)
9. Flickering Flame (New Demo)
10. Towers Of Faith
11. Radio Waves
12. Lost Boys Calling (Original Demo)